# أود هاسل
أود هاسل (Odd Hassel) هو كيميائي نرويجي ولد في 17 مايو 1897 في أوسلو وتوفي في 11 مايو 1981.
درس في أوسلو بين 1915 و 1920. في خريف 1922 ذهب إلى ألمانيا وعمل في مختبر كازيمير فيانس لمدة 6 أشهر وعمل بعد ذلك في معهد كيور فيلهلم في برلين. حصل في سنة 1924 على الدكتوراه  وعاد سنة 1925 إلى النرويج وأصبح محاضر كيمياء وفيزياء وكيمياء كهربائية في جامعة أوسلو. وفي سنة 1934 أصبح بروفيسوراً. 
في سنة 1943 تم أسره من قبل النازيين وتم إطلاق سراحه في نوفمبر 1944.
في سنة 1969، حصل على جائزة نوبل في الكيمياء.

## روابط خارجية
- أود هاسل على موقع الموسوعة البريطانية (الإنجليزية)
- أود هاسل على موقع مونزينجر (الألمانية)
- أود هاسل على موقع إن إن دي بي (الإنجليزية)